# Socjalistyczna Organizacja Bojowa
Socjalistyczna Organizacja Bojowa (SOB) – polska wojskowo-polityczna organizacja konspiracyjna o charakterze socjalistycznym, działająca od początku 1943 na obszarze centralnej i południowej Polski. Wzorowana na austriackim Schutzbundzie, powstała na bazie działaczy Związku Niezależnej Młodzieży Socjalistycznej.

## Historia
Socjalistyczna Organizacja Bojowa powstała w marcu 1943 w Warszawie z większości Formacji Bojowo-Milicyjnych Polskich Socjalistów i Wydziału Sabotażu Polskich Socjalistów w związku z rozłamem w PS. W Warszawie SOB bazował także na socjalistycznej młodzieży akademickiej, głównie ze środowiska „Płomienie”. Na czele organizacji stała ścisła Komenda Główna SOB, którą tworzyli: Leszek Raabe „Marek”, jego zastępca Włodzimierz Kaczanowski „Michał” i Jan Rosieński „Tomasz”, który odpowiadał za „zadania specjalne”. Do rozszerzonej KG wchodzili też: Maciej Weber „Ryszard” (kierownik sekretariatu), Kazimierz Dorosz „Henryk” (odpowiedzialny za informację i wychowanie socjalistyczne) i Stanisław Lipiński (szef wywiadu). SOB była politycznie związana z Polską Partią Socjalistyczną-WRN, a pod względem wojskowym podlegała KG Armii Krajowej.
Bardzo bliska współpraca z AK odbywała się poprzez Kierownictwo Dywersji, za pośrednictwem którego organizacja otrzymywała materiały dywersyjne i instrukcje. Do Kedywu były następnie składane sprawozdania z wykonania akcji. W terenie utworzono 4 Okręgi: Warszawa, Lwów-Borysław, Skarżysko-Kamienna, Częstochowa. Okręgiem warszawskim dowodził Jan Rosieński a następnie Marian Merenholc.
Organizacja prowadziła głównie działalność sabotażowo-dywersyjną (np. w listopadzie 1943 podpalenie w Warszawie niemieckiego warsztatu i parku samochodowego) oraz partyzancką (np. oddział partyzancki pod dowództwem Kazimierza Aleksandrowicza „Huragan”, działający od końca 1943 r. na terenie powiatu radomskiego), a także wydawała i kolportowała własną prasę podziemną „Biuletyn Wewnętrzny Socjalistycznej Organizacji Bojowej”, „Żołnierz Rewolucjonista”.
SOB liczyła prawdopodobnie między 400 a 600 członków. Według danych Andrzeja Czystowskiego, w 1943 do PPS-WRN weszło 272 członków SOB. Według ustaleń Tomasza Strzembosza okręg warszawski SOB z grupy 20-30 osobowej wzrósł w 1944 do ok. 200 żołnierzy i oficerów.
W kwietniu 1943 r. SOB uczestniczyła w próbach udzielenia pomocy żydowskim powstańcom walczącym w getcie warszawskim. Po śmierci L. Raabego w grudniu 1943, komendantem SOB został W. Kaczanowski „Michał”, tworząc wraz z J. Rosieńskim „Tomasz” Ścisłą KG SOB. W sierpniu 1944 r. komenda Okręgu Częstochowa SOB zawarła z miejscowymi strukturami Armii Ludowej porozumienie o wojskowej współpracy. Jednocześnie oddziały SOB wzięły udział w powstaniu warszawskim na Żoliborzu; ich dowódcy W. Kaczanowski i J. Rosieński zginęli już 1 sierpnia.